# Каракашян, Нонна Михайловна
Нонна Михайловна Каракашян (урожд. Аванесова, арм. Նոննա Կարակաշյան; род. 13 февраля 1940, Баку) — первая армянская женщина — международный арбитр по шахматам (1992), шахматистка, тренер, организатор. Ученица заслуженного тренера СССР С. Т. Абрамяна. Трёхкратная чемпионка Азербайджана (1961, 1963, 1964). Участница Спартакиад народов СССР (1959, 1963), командных первенства СССР (1958, 1962) в составе команды Азербайджанской ССР. По образованию — инженер.
Основатель и старший тренер первого в системе профтехобразования СССР шахматного клуба «Трудовые Резервы» (Баку, 1979). Заместитель директора Исполнительного Комитета Федерации Шахмат Армении (Ереван, 1991—1992).
Н. М. Каракашян — арбитр Турнира претенденток на первенство мира (Цхалтубо, 1988), Всемирных Шахматных Олимпиад (Москва, 1994; Ереван, 1996), Мемориалов Т. В. Петросяна (1984—1991, Ереван). Главный арбитр Финала последнего 
51-го женского Чемпионата СССР (Львов, 1991).
В настоящее время Нонна Михайловна Каракашян преподает уроки шахмат в г. Эдисон (штат Нью-Джерси, США)

## Публикации
- «Тренер, на которого равнялись…» (2000), первоначально опубликована в КasparovChess.ru
- Շախմատաին Հայաստան / «Шахматная Армения» (1983—1992), цикл статей
- «Голос Армении» (1983—1992), ведущая шахматного раздела газеты.